# José Antonio Primo de Rivera
José Antonio Primo de Rivera y Sáenz de Heredia, od 1930 markiz de Estella, Grand Hiszpanii (ur. 24 kwietnia 1903 w Madrycie, zm. 20 listopada 1936 w Alicante) – hiszpański polityk, jeden z twórców i czołowych ideologów narodowego syndykalizmu, lider narodowo-syndykalistycznej partii Falange Española.

## Życiorys
Był synem generała Miguela Primo de Rivery, markiza de Estella, premiera Hiszpanii w latach 1923–1930.
Od początku działalności publicznej był politycznym romantykiem i idealistą, który otaczał się artystami i intelektualistami, takimi jak Miguel de Unamuno, Federico García Lorca czy Salvador Dalí. Sam Dalí określał go mianem „geniusza” i „jednej z najważniejszych postaci Hiszpanii”. Jego działalność polityczna rozpoczęła się w 1931 roku, kiedy został wybrany do republikańskich Kortezów. Choć wywodził się z konserwatywnej i monarchistycznej rodziny, stopniowo przechodził na pozycje bardziej socjalne, inspirowane katolicką nauką społeczną i narodowym syndykalizmem.
W 1933 r. założył Falange Española (FE), partię opartą na narodowo-syndykalistycznej ideologii. W 1934 r. Falanga połączyła się z Juntas de Ofensiva Nacional-Sindicalista, tworząc Falange Española de las Juntas de Ofensiva Nacional-Sindicalista (FEJONS), której Primo de Riviera został przewodniczącym. W wyborach 1936 r. Falanga zdobyła tylko 0,7% głosów, ale po zwycięstwie lewicowego Frontu Ludowego i wobec narastającego chaosu polityczno-gospodarczego, partia coraz bardziej zaczęła zyskiwać na znaczeniu, osiągając w lipcu 1936 liczbę 40 tysięcy członków.

## Inspiracje i założenia Falangi Hiszpańskiej
Lider Falangi czerpał inspirację z włoskiego faszyzmu, choć jego ruch różnił się od innych europejskich ideologii i nie był ruchem faszystowskim. Falanga miała łączyć wartości katolickie, nacjonalistyczne i społeczne, odrzucając przy tym antyklerykalizm i statolatrię. Można ją określić jako narodowo-radykalną lub nacjonalistyczną.
Na kongresie założycielskim Falangi w teatrze Comedia w Madrycie w 1933 roku przedstawiono program oparty na nacjonalizmie, antyliberalizmie, tradycjonalizmie i korporacjonizmie. Symbolem ruchu stały się jarzmo i strzały, nawiązujące do tradycji królów katolickich, a hymn „Cara al Sol” („Twarzą ku słońcu”) stał się nieoficjalną pieśnią Falangi.

## Wojna domowa, śmierć i dziedzictwo
14 marca 1936 r. aresztowano go w związku z organizowanymi przez członków Falangi zamachami. 18 lipca 1936 r. wybuchła wojskowa rebelia przeciwko legalnemu lewicowemu rządowi i prezydentowi – Manuelowi Azañie. 3 października Primo de Rivera został formalnie oskarżony  18 listopada skazano go na śmierć przez rozstrzelanie, a 20 listopada wyrok ten wykonano.
Po śmierci jego postać urosła do rangi legendy jako „męczennika antykomunistycznej krucjaty”, poległego w imię „Boga i Hiszpanii” (Caídos por Dios y por España). Ciało Josè Antonio Primo de Rivery spoczęło w Dolinie Poległych, monumentalnym mauzoleum poświęconym ofiarom hiszpańskiej wojny domowej.
Po usunięciu z Doliny Poległych zwłok gen. Francisco Franco przez rząd PSOE-Podemos, lewica naciskała by usunąć również grób Josè Antonio. W obliczu dążeń do desakralizacji tego miejsca i usunięcia z niego Benedyktynów rodzina zgodziła się na ekshumację zwłok, na którą naciskał rząd Pedro Sancheza. 24 kwietnia 2023 r. Josè Antonio został pogrzebany już po raz czwarty, tym razem w rodzinnym grobowcu na madryckim cmentarzu Sacramental de San Isidro.

## Rodzina
Siostra José Antonio, Pilar Primo de Rivera, założyła i kierowała Sekcją Kobiecą (Sección Femenina) w ramach Falangi.